# Tygbredd
Tygbredd är den bredd ett vävt tyg har efter att det genomgått efterbehandling och därmed krympning på bredden. Material i varp och inslag påverkar krympningen olika på bredd och längd, men kan av naturliga skäl inte provas i förväg, utan utgår som regel från tidigare erfarenheter. Den färdiga tygbredden är särskilt viktig att beakta vid vävning av möbeltyger och tyger för sömnad som fordrar korrekt tygbredd för att räcka till ändamålet.
När man vet med sig eller antar att tyget kan krympa mycket på bredden behöver man således varpa och dra på motsvarande fler trådar i vävstolen.